# قلعه کهنه (زعفرانیه)
قلعه کهنه، نام قلعه‌ای قدیمی در دهکدهٔ توریستی زعفرانیه در ۳۵ کیلومتری سبزوار است که در تاریخ ۲۴ آبان ۱۳۸۵ با شماره ۱۶۳۹۶ در آثار ملی ایران به ثبت رسیده است.

## نگارخانه

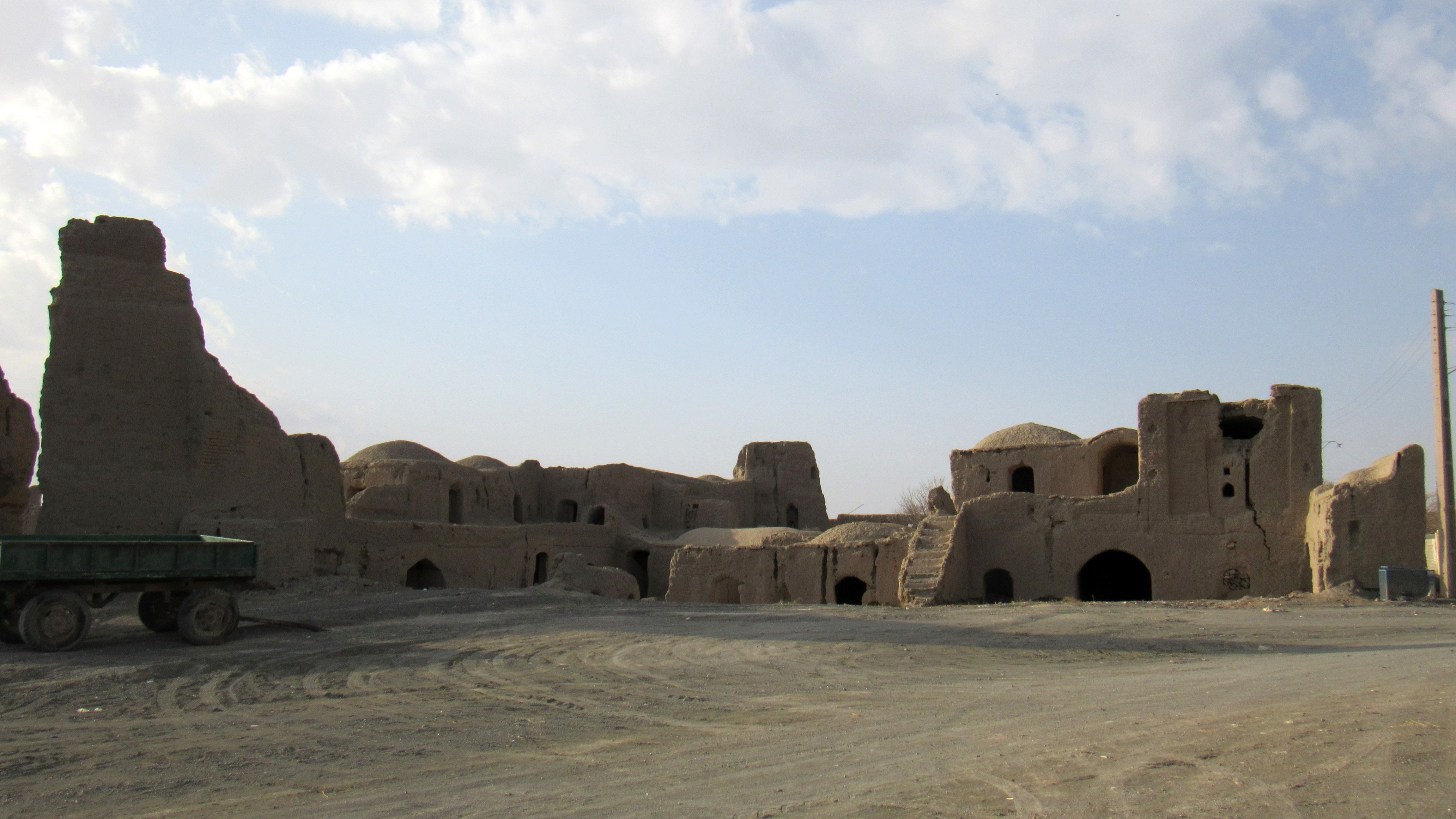
تصویری از شمال شرق قلعه
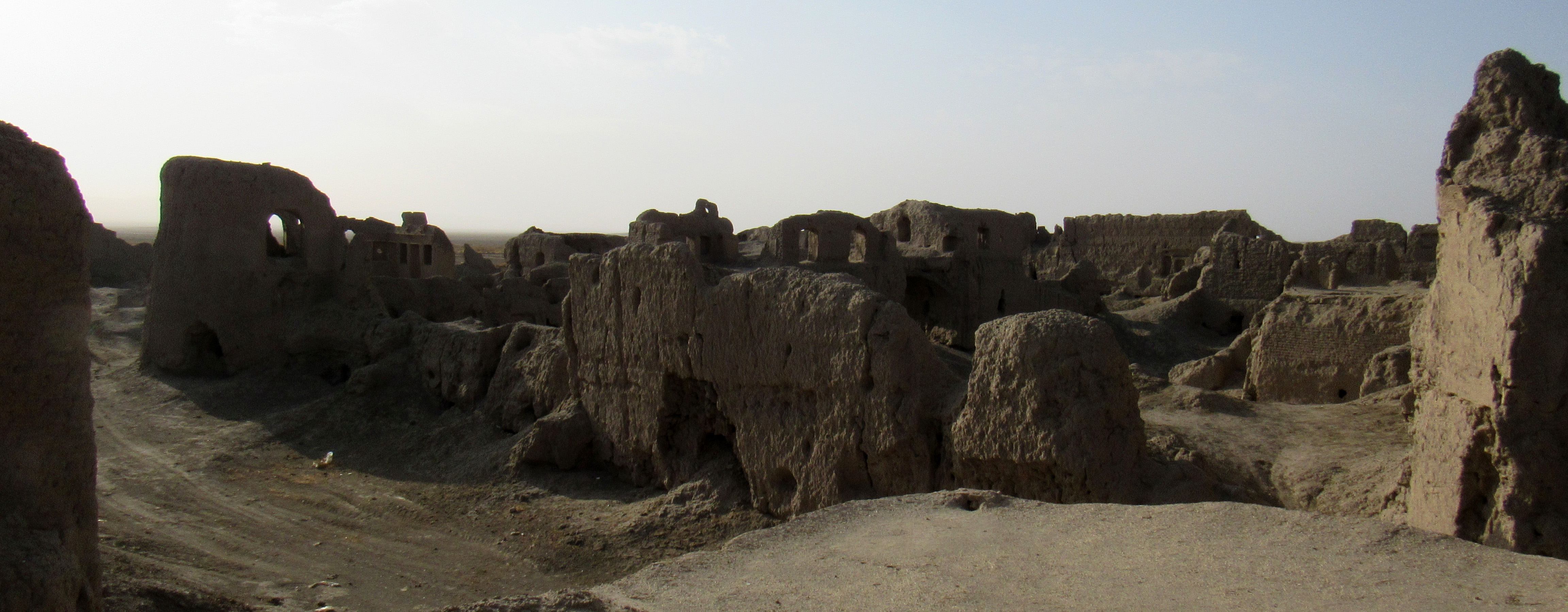
تصویر از درون قلعه
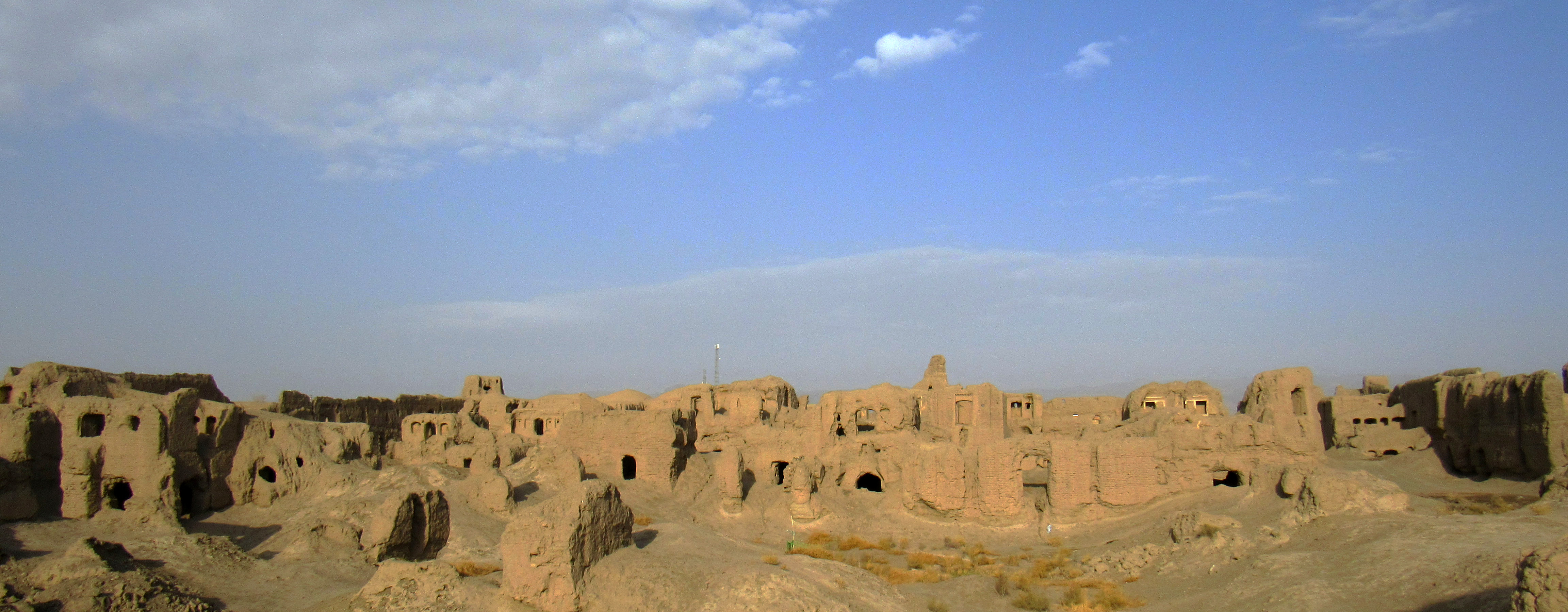
تصویر جنوب قلعه